# ГЕС Sàlǐkètè
ГЕС Sàlǐkètè (萨里克特水电站) — гідроелектростанція на північному заході Китаю в провінції Сіньцзян. Знаходячись перед ГЕС Tǎlēidésàyī, наразі становить верхній ступінь каскаду на річці Каш, правій притоці Ілі (басейн безсточного озера Балхаш). 
В межах проекту долину річку перекрили комбінованою греблею висотою до 26 метрів, яка включає насипну ділянку та розташовану безпосередньо у руслі невелику водопропускну споруду. Гребля утримує водосховище з об’ємом 2,6 млн м3 та нормальним рівнем поверхні на позначці 1915 метрів НРМ (під час повені рівень може зростати до 1916,2 метра НРМ, а об’єм – до 3,5 млн м3). 
Від греблі по правобережжю прокладена дериваційна траса довжиною біля 9 км, яка включає ділянки каналів та розташований поміж ними тунель довжиною понад 2 км. Рівень води на завершенні траси становить 1909 метрів НРМ.
Наземний машинний зал обладнали чотирма турбінами типу Френсіс – двома потужністю по 30 МВт та двома з показниками по 10 МВт, котрі забезпечують виробництво 290 млн кВт-год електроенергії на рік.